# Lineaire differentiaalvergelijking van eerste orde
Een lineaire differentiaalvergelijking van eerste orde is een speciaal geval van een lineaire differentiaalvergelijking, die in de vorm
{\displaystyle {\frac {\mathrm {d} y}{\mathrm {d} x}}+p(x)\cdot y=q(x)}
geschreven kan worden, met {\displaystyle p(x)} en {\displaystyle q(x)} beide continue functies op het open interval {\displaystyle (a,b)}.
De algemene oplossing van de bijbehorende homogene differentiaalvergelijking
{\displaystyle {\frac {\mathrm {d} y}{\mathrm {d} x}}+p(x)\cdot y=0}
is
{\displaystyle y(x)=K\exp \left(-\int _{c}^{x}p(\xi )\,\mathrm {d} \xi \right)}
en een particuliere oplossing is
{\displaystyle y(x)=\int _{c}^{x}q(\xi )\,\exp \left(-\int _{\xi }^{x}p(\eta )\,\mathrm {d} \eta \right)\,\mathrm {d} \xi }
met {\displaystyle c} een willekeurig punt van het domein.
Indien {\displaystyle p} constant is (zoals bij een lineair tijdinvariant continu systeem, LTC-systeem, met {\displaystyle x} de tijd) reduceert dit tot het volgende (zie ook eerste-ordesysteem).
De algemene oplossing van de bijbehorende homogene differentiaalvergelijking
{\displaystyle {\frac {\mathrm {d} y}{\mathrm {d} x}}+p\cdot y=0}
is
{\displaystyle y(x)=Ke^{-px}} (exponentiële afname of exponentiële groei)
en de particuliere oplossing met {\displaystyle y(c)=0} is
{\displaystyle y(x)=\int _{c}^{x}q(\xi )\,e^{-p(x-\xi )}\,\mathrm {d} \xi =\int _{c}^{x}q(\xi )\,e^{p(\xi -x)}\,\mathrm {d} \xi }
met {\displaystyle c} een willekeurig punt van het domein. Bij een LTC-systeem is dit op een constante na het outputsignaal bij {\displaystyle q} als inputsignaal, de convolutie van q en de impulsrespons ({\displaystyle e^{-px}} vanaf {\displaystyle x=0}).

## Oplossingsmethoden
De oplossingsmethode kan op diverse manieren beschreven worden. Een mogelijke oplossingsmethode bestaat uit het omvormen tot twee differentiaalvergelijkingen die elk apart worden opgelost met de methode van scheiden van veranderlijken.
Zoek een zogenaamde integratiefactor {\displaystyle r(x)}, waarvoor geldt:
{\displaystyle r\cdot p(x)={\frac {\mathrm {d} r}{\mathrm {d} x}}}
Vermenigvuldig de beide leden van de differentiaalvergelijking met {\displaystyle r}:
{\displaystyle r\,{\frac {\mathrm {d} y}{\mathrm {d} x}}+r\cdot p(x)\cdot y=r\cdot q(x)}
oftewel:
{\displaystyle r\,{\frac {\mathrm {d} y}{\mathrm {d} x}}+y\,{\frac {\mathrm {d} r}{\mathrm {d} x}}=r\cdot q(x)},
dus
{\displaystyle {\frac {\mathrm {d} (ry)}{\mathrm {d} x}}=r\cdot q(x)}
Los eerst de vergelijking voor {\displaystyle r} op:
{\displaystyle {\frac {r'}{r}}=p(x)}
zodat na integratie:
{\displaystyle r(x)=C\cdot \exp \left(\int p(x)\,\mathrm {d} x\right)}
De integratieconstante {\displaystyle C} kan ook weggelaten worden, omdat die wegvalt in de uiteindelijke oplossing.
Dan volgt voor {\displaystyle y}:
{\displaystyle y={\frac {1}{r(x)}}\left[\int r(x)q(x)\,\mathrm {d} x+K\right]}

## Voorbeeld
De differentiaalvergelijking:
{\displaystyle {\frac {\mathrm {d} y}{\mathrm {d} x}}-3{\frac {y}{x}}=x^{4}}
is lineair van eerste orde. Voor de integratiefactor geldt:
{\displaystyle {\frac {\mathrm {d} r}{\mathrm {d} x}}=-3{\frac {r}{x}}}
Met als oplossing:
{\displaystyle r=x^{-3}}
De algemene oplossing is dus:
{\displaystyle y(x)=x^{3}\left[\int x^{-3}x^{4}\,\mathrm {d} x+K\right]=x^{3}({\tfrac {1}{2}}x^{2}+K)}